# Congreso Nacional Democrático (Ghana)
El Congreso Nacional Democrático (en inglés: National Democratic Congress) o NDC por sus siglas en inglés, es un partido político ghanés de tendencia socialdemócrata y liberal. Desde el restablecimiento de la democracia en 1992, el Congreso Nacional Democrático mantiene un bipartidismo fuerte con el centroderechista Nuevo Partido Patriótico, alternando con este el gobierno de Ghana desde entonces. Gobernó entre 1993 y 2001, 2009 y 2017 y nuevamente en 2025 hasta la actualidad.
El símbolo del NDC es un paraguas con la cabeza de una paloma en la punta. Los colores del partido son rojo, blanco, verde, y negro. Y su eslogan o lema es "Unidad, Estabilidad y Desarrollo". A nivel internacional, el NDC es miembro de la Alianza Progresista y de la Internacional Socialista.

## Historia

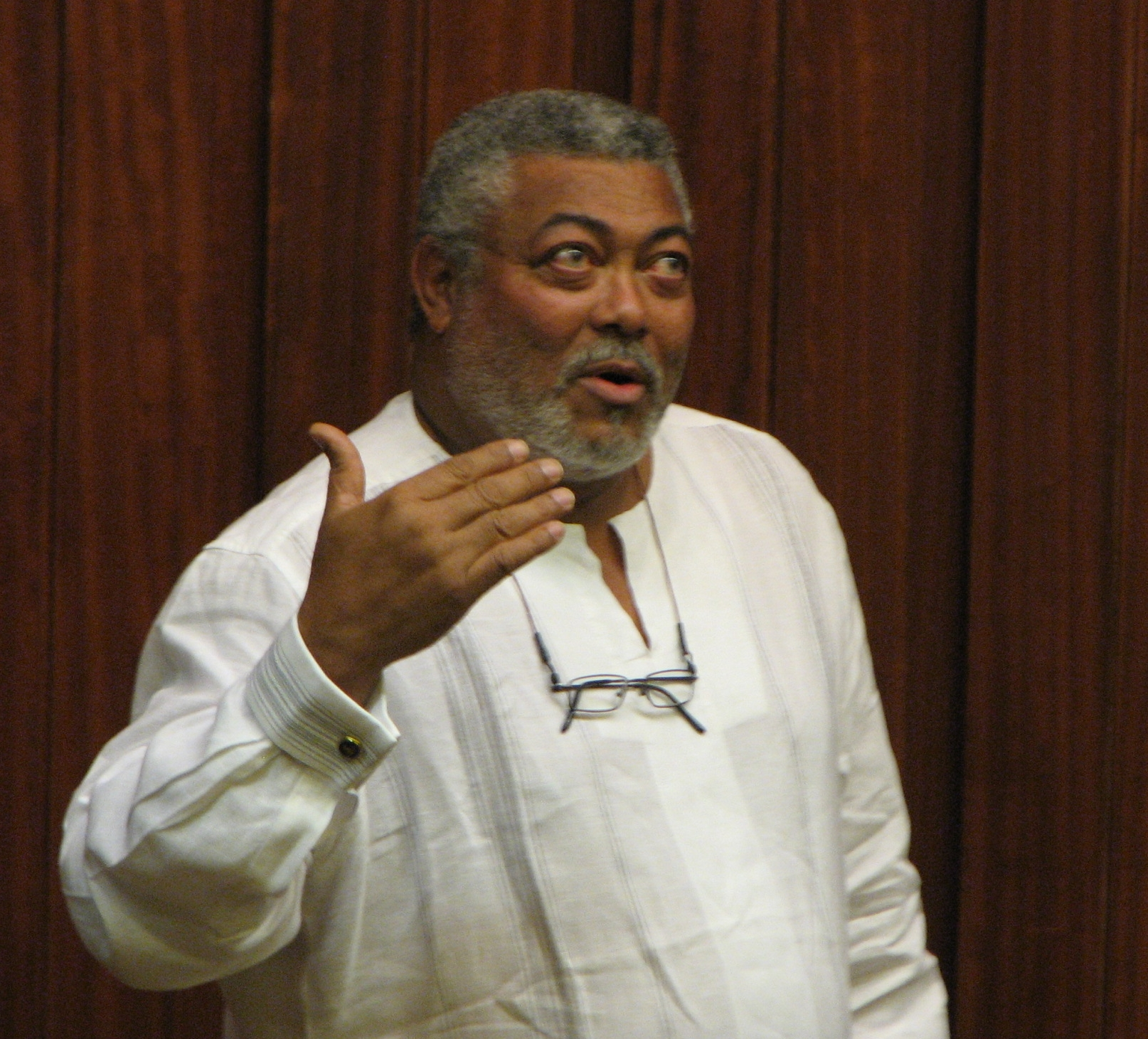
Jerry Rawlings, jefe de Estado militar de Ghana entre 1981 y 1993, fue el fundador del NDC.

Fue fundado por Jerry Rawlings, el jefe de Estado militar de Ghana desde el golpe de Estado de diciembre de 1981, en medio de la presión internacional para restablecer la democracia en el país. El NDC se registró oficialmente el 28 de julio de 1992, presentando a Rawlings como su candidato presidencial en las elecciones presidenciales del 3 de noviembre. Rawlings obtuvo una  victoria con el 58% de los votos, superando por amplio margen a Albert Adu Boahen, candidato del también recién fundado Nuevo Partido Patriótico (NPP), y a Hilla Limann (Presidente constitucional previo al golpe de 1981). La oposición denunció fraude electoral e irregularidades, y exigieron la repetición de las elecciones, a lo que el gobierno se opuso, llevando a que el NDC dominara la legislatura con 189 de los 200 escaños. Ante las quejas de la oposición, el nuevo gobierno constitucional, asumido el 7 de enero de 1993, se comprometió a profundizar la democracia.
Durante el primer gobierno constitucional de Rawlings, se realizó una reforma electoral que incluía la utilización de tinta indeleble con duración de un mes para las elecciones, y la realización de los comicios presidenciales y parlamentarios en un mismo día. Sin embargo, en las elecciones generales del 7 de diciembre de 1996, el NDC obtuvo aun así un triunfo arrollador, con Rawlings siendo reelegido para un segundo y último mandato con el 58% de los votos, y recibiendo 133 de los 200 escaños. Sin embargo, la oposición obtuvo mejores resultados, y el candidato del NPP, John Kufuor, obtuvo casi el 40% de los votos, con el partido recibiendo 61 escaños. Una elección parcial realizada en 1997 dio al NPP un escaño más, en detrimento del NDC, que aun así conservó la mayoría absoluta de dos tercios.

### Elecciones de 2000
La constitución impedía a Rawlings presentarse a un tercer mandato, y por lo tanto el candidato del NDC en las elecciones generales de 2000 fue el hasta entonces Vicepresidente John Evans Atta Mills. Las elecciones se realizaron el 7 de diciembre. John Kufuor, nuevamente como candidato del NPP, obtuvo una estrecha victoria contra Atta Mills con el 48% de los votos, sobre el 44% del oficialismo, además de que el NPP obtuvo por primera vez la mayoría en el Parlamento. Sin embargo, la constitución exigía que el presidente fuera elegido por más del 50% de los votos, por lo que el 28 de diciembre se realizó una segunda vuelta electoral, en la que Kufuor obtuvo una aplastante victoria con casi el 57% de los votos. Atta Mills reconoció la derrota, y Rawlings entregó pacíficamente el cargo el 7 de enero de 2001, sellando la primera transición de poder entre dos partidos políticos por medio de las urnas en la historia de Ghana.

### Elecciones de 2004
El NDC se mantuvo como la mayor oposición al NPP en el Parlamento con 92 escaños. En las elecciones de 2004, Kufuor buscó la reelección y triunfó en primera vuelta con el 52% de los votos, derrotando a Atta Mills, que recibió solo un pequeño incremento con respecto a la anterior elección, y sumándose tan solo dos parlamentarios más, manteniendo una minoría de 94.

### Elecciones de 2008
Las elecciones de 2008 marcaron el retorno del NDC al poder, aunque con un margen de voto sumamente estrecho. Atta Mills fue nuevamente candidato presidencial, con John Dramani Mahama como compañero de fórmula. En la primera vuelta, el candidato oficialista, Nana Akufo-Addo, triunfó con el 49.13% de los votos, a menos de un punto de ser electo en primera vuelta. De nuevo candidato del NDC, Atta Mills quedó segundo y debió competir en una segunda vuelta contra Akufo-Addo. En esta última, Atta Mills consiguió el 50.23% de los votos, obteniendo la victoria por menos de un cuarto de punto. En el plano legislativo, el NDC obtuvo mayoría con 116 de los 200 escaños.

### Traspaso del poder y elecciones de 2012 y 2016
Atta Mills no cumplió su mandato, ya que falleció el 24 de julio de 2012, tras enfermar de cáncer de garganta, y fue reemplazado por su Vicepresidente, John Dramani Mahama, quien fue elegido candidato del NDC para las elecciones venideras, ocurridas meses después. En ellas Mahama obtuvo un triunfo en primera vuelta con el 50.70% de los votos, un margen muy similar al que obtuvo Atta Mills en 2008, y que fue cuestionado por la oposición. En el legislativo, el NPP obtuvo mayoría de votos, pero el NDC triunfó en más circunscripciones, por lo que mantuvo su mayoría absoluta. Mahama se convertiría en el primer Presidente de Ghana en no lograr la reelección al ser derrotado por Akufo-Addo en 2016. Afuko-Addo obtuvo casi el 54% de los votos, y fue juramentado el 7 de enero de 2017, retornando el NDC a la oposición.

### Elecciones de 2020
En febrero de 2019, John Dramani Mahama fue confirmado como candidato del opositor Congreso Nacional Democrático para competir en las elecciones de 2020, el actual presidente Nana Akufo-Addo, quien desbancó a Mahama en las elecciones de 2016, aprovechando una economía que se estaba desacelerando debido a la caída de los precios de las exportaciones de oro, petróleo y cacao.  Ganó las primarias del Congreso Nacional Demócrata al obtener una abrumadora mayoría de 213.487 votos, lo que representa el 95,23 por ciento del total de votos válidos emitidos, mientras que los otros seis contendientes lograron alrededor del 4 por ciento de los votos.
En las elecciones de 2020, 18 miembros del partido que buscaban postularse como candidatos independientes perdieron su membresía. Todos los que respaldaron las formas de los candidatos y participaron en sus campañas también fueron expulsados.

### Elecciones de 2024
Durante las elecciones generales de Ghana de 2024, el candidato del NDC, el expresidente John Mahama, obtuvo la mayoría de los votos, suficientes para ganar sin segunda vuelta. El actual candidato del PNP, Mahamudu Bawumia, admitió su derrota la mañana después de la noche de las elecciones.   La compañera de fórmula de Mahama, Jane Naana Opoku-Agyemang, se convirtió en la primera mujer en ser elegida vicepresidenta de Ghana.  Durante las elecciones parlamentarias de 2024, el NDC obtuvo una victoria aplastante, ganando 183 de los 276 escaños.

## Resultados electorales

### Elecciones presidenciales
|  | 58.40 % |

|  | 57.40 % |

|  | 44.54 % |

|  | 43.10 % |

|  | 44.64 % |

|  | 47.92 % |

|  | 50.23 % |

|  | 50.70 % |

|  | 44.40 % |

|  | 47.36 % |

|  | 56.42 % |

### Elecciones parlamentarias
|  | 77.53 % |

|  | 53.00 % |

|  | 41.21 % |

|  | 40.80 % |

|  | 42.20 % |

|  | 46.41 % |

|  | 42.34 % |

|  | 46.20 % |